# Cleora constricta
Cleora constricta är en fjärilsart som beskrevs av James John Joicey och Talbot 1917. Cleora constricta ingår i släktet Cleora och familjen mätare. Inga underarter finns listade i Catalogue of Life.